# Intimitásszükséglet
Az intimitásszükséglet egy pszichológiai szükséglet [főleg Dan McAdams és munkatársai tanulmányozták (1982, 1985, 1989)], mely a szoros kapcsolatra és kommunikációra irányul. Az intimitásmotívum azt a vágyat jelenti, hogy meleg, közeli, kölcsönös kommunikatív kapcsolatba kerüljünk egy másik emberrel, hogy közel érezzük magunkat egy másik emberhez. Végletesen fogalmazva: a másik személlyel való összeolvadás vágyát jelenti.
Az egyes emberek intimitásszükségletének mértékében – csakúgy, mint általában a legtöbb pszichológiai jellemzőben – nagy egyéni különbségek figyelhetők meg. Egy a pszichológiában használatos, úgynevezett projektív mérőeljárás, a TAT (Tematikus Appercepciós Teszt) segítségünkre lehet ezen különbségek feltárásában.